# Улица Серова (Москва)
У́лица Серо́ва — улица в Северном административном округе города Москвы на территории посёлка Сокол, расположенного в одноимённом районе.

## Положение улицы
Расположена между улицей Крамского и улицей Верещагина.

## История
Улица появилась в 1920-х годах при строительстве посёлка «Сокол». Своё название улица получила 4 апреля 1928 года в честь русского художника Валентина Александровича Серова.

## Здания и Сооружения
К улице относятся два дома, стоящие на нечётной стороне:
- № 1/2 — был построен в 1928 году по проекту архитектора Ивана Кондакова. Являлся памятником архитектуры регионального значения[3]. Снесён в 2011 году.
- № 3 — не имеет статуса памятника архитектуры. Построен в начале 2000-х годов на месте 1-этажного снесённого каркасно-засыпного дома. План нового дома повторяет структуру предыдущего (с увеличением в пропорциях и количестве этажей).

Чётную часть улицы занимает здание роддома № 16, которое относится к соседней улице (улица Верещагина, д. 7). Фактически на отрезке, примыкающем к роддому, улица превращается в часть территории роддома со въездом на его территорию, со стороны улицы Верещагина здесь даже установлен шлагбаум с будкой охраны.

## Транспорт
- Станция метро «Сокол».
- Станция МЦК «Панфиловская».